# Drosophila cyrtoloma
Drosophila cyrtoloma är en tvåvingeart som beskrevs av Elmo Hardy 1969. Drosophila cyrtoloma ingår i släktet Drosophila och familjen daggflugor.
Artens utbredningsområde är Hawaii.